# 刘国运
刘国运（1907年5月8日—1967年7月12日），中華民國空軍二級上將，生於湖南省衡阳市衡阳县金兰乡，前行政院長刘兆玄之父、前美國白宮總統演講撰稿人劉柏川之祖父。黄埔军校第六期步科（1927年）毕业，后留校任教。后又于中央航空学校第1期、南京陆军大学第12期毕业。

## 生平
歷任漢口航空站站長、國民革命軍空軍第二路司令部参謀長，廣西柳州航空總站参謀長、重慶空軍参謀學校教務處副處長，重慶中央航空委員會参謀處長、空軍第三司令部副司令，空軍第四路少將司令官、空軍（西安）中央航空第三路少将司令、國民革命軍空軍司令部参謀長，总统府戰略顧問委員會少将、中将顧問委員。
晋升至国民革命军空军二级上将，1949年随中華民國國軍空軍司令部遷往臺灣。1967年於臺北市國立臺灣大學附設醫院去世，时年61歲。其官舍日後改建為國運新城。

## 荣誉

### 中华民国勋章奖章
- 一等空军复兴荣誉勋章（1948年11月10日批准[1]）
- 乾元勋章（1948年12月1日批准[2]）